# Marie Willermark
Ingrid Marie Willermark, född 18 juni 1954 i Partille församling, Göteborgs och Bohus län, är en svensk frälsningsofficer. 
Marie blev frälsningsofficer 1980, utgången från Göteborgs första kår. Hon har bland annat varit stationerad som kårledare i Jönköping, divisionschef i Danmark och i dåvarande Centraldivisionen i Sverige samt som ungdomssekreterare och scoutledare. 1 februari 2011 tillträdde hon sitt förordnande som territoriell ledare med kommendörs grad för Frälsningsarméns Svensk-Lettiska territorium. Från 2006 till 2010 var hon divisionschef för Frälsningsarmén i Ukraina som tillhör det Östeuropeiska territoriet. Fr.o.m. 2016 är hon territoriell ledare för Frälsningsarmén i Tyskland, Polen och Litauen. Hennes efterträdare som ledare för Frälsningsarmén i Sverige och Lettland blev då Johnny Kleman. Hon är sedan 2022 pensionär.